# Igaz történet alapján (televíziós sorozat)
Az Igaz történet alapján (eredeti cím: Based on a True Story) 2023 és 2024 között vetített amerikai thriller vígjátéksorozat, amelyet Craig Rosenberg alkotott és írt. A főbb szerepekben Kaley Cuoco, Chris Messina, Tom Bateman, Priscilla Quintana, Liana Liberato és Natalia Dyer látható.
Amerikában 2023. június 8-án a Peacock, Magyarországon 2023. december 8-án az RTL+ mutatta be.
2023 októberében berendelték a második évadot.
2025. áprilisában törölték a sorozatot.

## Szereplők

### Főszereplők
| Szereplők       | Színész            | Magyar hang     | Leírás |
| --------------- | ------------------ | --------------- | --- |
| Ava Bartlett    | Kaley Cuoco        | Mezei Kitty     | Terhes ingatlanügynök, aki szenvedélyesen rajong az igazi bűnügyekért.                                              |
| Nathan Bartlett | Chris Messina      | Rajkai Zoltán   | Ava férje és a Beverly Club teniszedzője, aki híres teniszező volt, mielőtt térdsérülése véget vetett karrierjének. |
| Tom Bateman     | Matt Pierce        | Czető Roland    | Vízvezeték-szerelő, aki összebarátkozik Nathan-nel.                                                                 |
| Ruby Gale       | Priscilla Quintana | Magyar Viktória | Ava jómódú barátja.                                                                                                 |
| Tory Thompson   | Liana Liberato     | Gulás Fanni     | Ava húga, aki vele és Nathannal él.                                                                                 |
| Chloe Lake      | Natalia Dyer       | Dobó Enikő      | Pultos, akire egy este Matt és Nathan felfigyel a bárban.                                                           |

### Mellékszereplők
| Szereplők         | Színész                | Magyar hang                                   | Leírás                                            |
| ----------------- | ---------------------- | --------------------------------------------- | ------------------------------------------------- |
| Michelle          | Li Jun Li              | Lamboni Anna                                  | Nathan kollégája a country klubban.               |
| Serena            | Annabelle Dexter-Jones | F. Nagy Erika (1. évad) Bognár Anna (2. évad) | Ava barátai.                                      |
| Carolyn           | Aisha Alfa             | Molnár Gyöngyi                                | Ava barátai.                                      |
| Ryan              | Alex Alomar Akpobome   | Penke Bence                                   | Ava ügyfele, aki egy kastélyt szeretne vásárolni. |
| Romy Lipinski     | June Diane Raphael     | Mohácsi Nóra                                  | A Sisters in Crime podcast egyik műsorvezetője.   |
| Paul              | Brandon Keener         | Seszták Szabolcs                              | Serena férje.                                     |
| Quincy Burrell    | Miles Mussenden        | Karácsonyi Zoltán                             | Nyomozó.                                          |
| Rochelle Lipinski | Jessica St. Clair      | Solecki Janka                                 | A Sisters in Crime podcast másik műsorvezetője.   |
| Simon             | Aaron Staton           | Szabó Máté                                    | Ruby férje, akivel nyitott házasságban él.        |
| Carlos            | Sebastian Quinn        | Moser Károly                                  | Ruby szeretője.                                   |
| Ollie             | Kellen Patino          | Rostás Ábel                                   | Matt gyereke.                                     |
| Drew Stephens     | Melissa Fumero         | Pálmai Anna                                   | Egyedülálló anya, aki Ava barátja lesz.           |
| Paige             | Sara Paxton            | Molnár Ilona                                  | Chloe testvére.                                   |

### Magyar változat
- Bemondó: Zahorán Adrienne
- Magyar szöveg: Halász Blanka
- Hangmérnök: Nikodém Norbert
- Vágó és szinkronrendező: Galgóczi Adrián
- Gyártásvezető: Balog Gábor

A szinkront a Balog Mix Stúdió és a MangaFan készítette el.

## Évados áttekintés
| Évad | Évad | Epizódok | Eredeti sugárzás   | Eredeti sugárzás   | Eredeti adó     | Magyar sugárzás   | Magyar adó |
| Évad | Évad | Epizódok | Évadbemutató       | Évadzáró           | Eredeti adó     | Magyar sugárzás   | Magyar adó |
| ---- | ---- | -------- | ------------------ | ------------------ | --------------- | ----------------- | ---------- |
|      | 1    | 8        | 2023. június 8.    | 2023. június 8.    |                 | 2023. december 8. |            |
|      | 2    | 8        | 2024. november 21. | 2024. november 21. | 2025. május 22. |                   |            |

## Epizódok

### 1. évad (2023)
| Sor. | Év. | Cím                                                           | Rendező             | Író             | Premier                           |
| ---- | --- | ------------------------------------------------------------- | ------------------- | --------------- | --------------------------------- |
| 1.   | 1.  | A nagy amerikai művészeti forma (The Great American Art Form) | Alex Buono          | Craig Rosenberg | 2023. június 8. 2023. december 8. |
| 2.   | 2.  | Nagyfarok-energia (BDE)                                       | Anu Valia           | Craig Rosenberg | 2023. június 8. 2023. december 8. |
| 3.   | 3.  | Ki a következő? (Who's Next)                                  | Anu Valia           | Craig Rosenberg | 2023. június 8. 2023. december 8. |
| 4.   | 4.  | A túlélő (The Survivor)                                       | Jennifer Arnold     | Craig Rosenberg | 2023. június 8. 2023. december 8. |
| 5.   | 5.  | Ted Bundy-s sörnyitó (Ted Bundy Bottle Opener)                | Jennifer Arnold     | Craig Rosenberg | 2023. június 8. 2023. december 8. |
| 6.   | 6.  | Imádlak, Buzzfeed (Love You, Buzzfeed)                        | Francesca Gregorini | Craig Rosenberg | 2023. június 8. 2023. december 8. |
| 7.   | 7.  | Nat Geo (National Geographic)                                 | Francesca Gregorini | Craig Rosenberg | 2023. június 8. 2023. december 8. |
| 8.   | 8.  | Az univerzum (The Universe)                                   | Alex Buono          | Craig Rosenberg | 2023. június 8. 2023. december 8. |

### 2. évad (2024)
| Sor. | Év. | Cím                                                 | Rendező        | Író                        | Premier                            |
| ---- | --- | --------------------------------------------------- | -------------- | -------------------------- | ---------------------------------- |
| 9.   | 1.  | Folyékony arany (Liquid Gold)                       | Alex Buono     | Annie Weisman              | 2024. november 21. 2025. május 22. |
| 10.  | 2.  | Ellenőrzés gyilkosság esetén (Control F for Murder) | Alex Buono     | Jaclyn Moore               | 2024. november 21. 2025. május 22. |
| 11.  | 3.  | Visszaesés (Relapse)                                | Anu Valia      | Sono Patel                 | 2024. november 21. 2025. május 22. |
| 12.  | 4.  | Készen állsz erre? (Y'all Ready for This?)          | Anu Valia      | Max Searle                 | 2024. november 21. 2025. május 22. |
| 13.  | 5.  | Kettős hiba (Double Fault)                          | Jenée LaMarque | Spindrift Beck             | 2024. november 21. 2025. május 22. |
| 14.  | 6.  | Drew története alapján (Based on a Drew Story)      | Jenée LaMarque | Amelia Swedeen             | 2024. november 21. 2025. május 22. |
| 15.  | 7.  | Sörétes esküvő (Shotgun Wedding)                    | Alex Buono     | Max Searle és Debbie Ezer  | 2024. november 21. 2025. május 22. |
| 16.  | 8.  | A hét vendége (This Week's Guest)                   | Alex Buono     | Jaclyn Moore és Sono Patel | 2024. november 21. 2025. május 22. |

## A sorozat készítése
2022 áprilisában bejelentették, hogy a Peacock berendelt egy vígjátéki thriller sorozatot, amelyet Craig Rosenberg és Jason Bateman készített. 2022 augusztusában bejelentették, hogy Kaley Cuoco csatlakozott a főszereplőkhöz. Októberben bejelentették, hogy Chris Messina kapta meg Ava férje, Nathan szerepét. A következő hónapban pedig további szereplőket jelentettek be, köztük Tom Batemant, Liana Liberatot, Priscilla Quintanát, Natalia Dyert és Li Jun Li-t. A sorozat vezető producerei Jason Bateman és Michael Costigan lesznek az Aggregate Films révén, valamint Craig Rosenberg.